# Heracli d'Alvèrnia
Heracli d'Alvèrnia (1128 – 1190/91), fou arquebisbe de Cesarea i patriarca llatí de Jerusalem. Segons Guillem de Tir, no era digne del seu càrrec, el qual obtingué guanyant-se la confiança de la reina vídua Agnès de Courtenay. Fou conegut en diverses corts europees, a les quals viatjà per intentar imbuir la necessitat d'una croada.

## Orígens i nomenaments
Heracli era nadiu de Gavaudan, en l'Alvèrnia. Estudià dret a la Universitat de Bolonya i tingué com a companys d'estudis a Gracià i Esteve de Tournai. Arribà al Regne de Jerusalem abans del 1168, data en què el seu nom,  magister Heraclius, consta com a testimoni en documents del patriarcat. Fou nomenat arxidiaca de Jerusalem el 1169. Amb aquest càrrec, provà de persuadir el papa Alexandre III reinstaurar Gilbert d'Aissailly com a gran mestre dels hospitalers, però no aconseguí tot i que el papa el felicità per l'exposició en la defensa del cas. Vers el 1175 fou nomenat arquebisbe de Cesarea, mentre Guillem de Tir era arquebisbe de Tir. Com a arquebisbes, Heracli i Guillem assistiren al Tercer Concili del Laterà el 1179. L'any següent, Guillem considerava que era el candidat més adient per al patriarcat de Jerusalem, però el rei Balduí IV de Jerusalem, delegà l'elecció en la seva mare Agnès de Courtenay, igual com ja havia fet en l'elecció del 1157. Agnès i el seu comitè escolliren Heracli.
Atès que la major part de la informació que hi ha sobre Heracli procedeix de la Crònica de Guillem de Tir —que fou el seu rival— i de la seva continuació escrita al segle xiii, atribuïda a Ernoul, el fet que Heracli sigui descrit com un patriarca mundà i corrupte cal agafar-lo amb precaució. En aquests textos se l'acusa d'obtenir el seu càrrec per ser l'amant d'Agnès. Visqué en concubinat amb la vídua d'un teixidor de Nablus, Paschia de Riveri, que era coneguda pel malnom de "Madame la Patriarchesse", i amb la qual tingué almenys una filla. També es diu en la crònica que Heracli excomunicà Guillem l'any 1183, cosa que el forçava a abandonar Jerusalem per anar a demanar ajuda al papa i encomanà que allà fos enverinat, però això s'ha demostrat que és fals. No hi ha cap crònica d'Occident que en deixés constància d'això i, si és que va passar, és molt difícil que un escàndol eclesiàstic d'aquesta mena no l'esmenti cap altre text d'aquella època. Guillem no morí fins al 1185 o el 1186, i s'ocupà dels seus deures com a arquebisbe fins al final dels seus dies.

## Viatges
El 1184, Heracli, juntament amb Roger de Moulins, gran mestre hospitaler i amb Arnau de Torroja, gran mestre templer, viatjà a Europa per cercar una solució a la crisi successòria que tenia el Regne de Jerusalem. Prengueren les claus de la ciutat, les del Sant Sepulcre i les de la Torre de David i altres records. Visitaren Itàlia (Arnau morí a Verona), després França i Anglaterra. Tingueren entrevistes amb Enric II d'Anglaterra a Reading i a Londres. Fer un sermó a Canterbury, consagrà l'església del nou priorat dels hospitalers a Clerkenwell, i també consagrà l'església de la casa capitana que l'Orde del Temple tenia a Londres.
El rei anglès els acompanyà a França on, a començaments de maig del 1185 s'entrevistaren amb Felip II i acordaren enviar soldats i diners a Terra Santa. Això no satisfé Heracli, ja que refiava tornar amb ells. El rei Enric havia promès anar com a croat anys enrere, després de la mort de Thomas Becket; Heracli li ho recordà i l'advertí que ell i els seus fills estarien al servei del dimoni si es quedaven a casa.
Segons el cronista Ralph Niger, Heracli oferí el Regne de Jerusalem a Felip II de França i a Enric II d'Anglaterra, però ambdós hi renunciaren i també altres prínceps amb què es trobà. Ralph diu que Heracli viatjava amb una luxosa vestimenta i acompanyat de criats, cosa que ofenia la sensibilitat dels occidentals, els quals pensaven que no era adient per un patriarca o que si al Llevant eren tan rics no calia enviar diners des d'Occident. Potser el patriarca s'havia acostumat a l'estil romà d'Orient imposat a la cort de Jerusalem des del matrimoni d'Amalric I amb Maria Comnena. Altes cronistes, Pere de Blois, Giraldus Cambrensis, Herbert de Bosham i Rigord, quedaren més impressionats per les qualitats espirituals d'Heracli i el descriuen amb frases com «"vir sanctus et prudens"», «"vir sanctus"» i «"vitae sanctitatae non inferior"».

## Retorn a Jerusalem
Heracli tornà a Jerusalem a finals del 1185. Durant la seva absència Balduí IV havia mort i l'havia succeït el seu jove nebot Balduí V. El noi morí l'estiu del 1186 i llavors l'hereva del títol era la mare, Sibil·la, però el seu marit Guiu de Lusignan no tenia tot el suport de la noblesa. Es demanà que Sibil·la seria coronada només si se'n divorciava, a canvi ella podria triar el marit que volgués. Després que Heracli la coronés i deixant perplexes als assistents ella col·locà la corona al cap de Guiu, tot dient «"Et trio com a rei i senyor meu i senyor com a senyor de la terra de Jerusalem, perquè aquells que Déu ha unit cap home els ha de separar."» Ningú gosà presentar objeccions i Heracli ungí. Guiu com a rei.

## Defensa de Jerusalem
El 1187, Saladí envaí el reialme amb les seves tropes i quan Guiu anà a enfrontar-se'n demanà a Heracli que l'acompanyés amb la relíquia de la Vera Creu. Però com que Heracli estava malat, envià el bisbe d'Acre en el seu lloc. Malgrat la relíquia, Saladí infligí una gran derrota en la batalla de les Banyes de Hattin, el 4 de juliol i el rei fou capturat. Es conserva la carta enviada per Heracli al papa Urbà III en què informa sobre aquesta batalla; segons es diu en la Crònica d'Ernoul el papa, que estava a Ferrara, morí de la pena en llegir-la. En aquella carta deia que, si no arribava ajut d'Europa, Jerusalem i Tir es perdrien en sis mesos.
Heracli instà a Balian d'Ibelin a organitzar la defensa de Jerusalem. Demanà arrencar la plata de l'edicle del Sant Sepulcre per encunyar moneda amb què pagar els soldats. Però Jerusalem finalment es veié forçada a capitular el 2 d'octubre. Fou Heracli qui aconsellà Balian d'arribar a un acord amb Saladí en comptes de lluitar fins a la mort, cosa que hauria condemnat les dones i els nens a l'esclavatge i a una forçada conversió a l'islam. Heracli acompanyà Balian en la negociació, i Saladí permeté que la majoria dels ciutadans marxessin desarmats.
Entre el patriarca i Balian organitzaren una col·lecta de 30.000 besants amb els quals pagaren el rescat de 18.000 persones però els diners no arribaren per pagar les 15.000 persones restants. Heracli i Balian s'oferiren com a hostatges a canvi d'alliberar els restants, però Saladí no acceptà.
El secretari de Saladí, Imad-ad-Din al-Isfahaní assegura que Heracli robà els reliquiaris d'or de les esglésies els carregà en carros i se'ls endugué per quedar-se'ls.

## Mort
Després de la caiguda de Jerusalem en mans dels musulmans, Heracli cercà refugi a Antioquia, on també anà la reina.
El 1190 es presentà en el setge d'Acre i encoratjà l'exèrcit. Com molts altres croats morí de malaltia aquell l'hivern.